# Muhammad Rashid Rida
Muḥammad Rashīd Riḍā, in arabo محمد رشيد بن علي رضى بن محمد شمس الدين بن محمد بهاء الدين بن منلى علي خليفة‎?, Muḥammad Rashīd ibn ʿAlī Riḍā ibn Muḥammad Shams al-Dīn ibn Muḥammad Bahā' al-Dīn ibn Munlā ʿAlī Khalīfa (Tripoli, 23 settembre 1865 – Il Cairo, 22 agosto 1935), è stato un intellettuale siriano di tradizione islamica riformista salafita, fortemente influenzato da Jamāl al-Dīn al-Afghānī e da Muḥammad ʿAbduh.
Come i suoi predecessori, egli si concentrò sul problema della relativa debolezza delle società islamiche e della loro incapacità, non solo militare, di rispondere adeguatamente alle molteplici sfide portate loro dall'Occidente e s'interrogò sulla natura del colonialismo che i Paesi islamici subivano ma al quale avevano anch'esse fatto ricorso nei secoli aurei dell'espansione della Umma.
Denunciò gli eccessi del Sufismo, la stagnazione intellettuale di cui erano visibilmente preda gli ʿulamāʾ e il ritardo cumulato dalle società islamiche nel campo delle scienze e della tecnologia.

## Biografia
Riḍā nacque da una famiglia che vantava una discendenza dal profeta Maometto. Fu in questa città che egli studiò ed ebbe come maestro Ḥusayn al-Jisr. A causa delle sue accese critiche al governo ottomano, fu costretto nel 1897 all'autoesilio in Egitto.
Fu in questo Paese che fondò nel 1899, la rivista al-Manâr (Il minareto", "Il faro"), un mensile che s'ispirava alla rivista al-ʿUrwa al-Wuthqà di al-Afghani. È su questa rivista che Rida si propone di proseguire nell'opera riformista di Muḥammad ʿAbduh. Dirige al-Manār per oltre quaranta anni, emana fatwā, e arricchisce un già noto commentario (tafsīr ) del Corano redatto da ʿAbduh. È intellettualmente, giuridicamente e teologicamente vicino a quel hanbalismo che Henri Laoust ha ben dimostrato essere influenzato dal movimento del Salafismo.
Dopo la rivoluzione dei Giovani Turchi del 1908, divenne un fervente sostenitore del Nazionalismo arabo-islamico, di cui il siriano ʿAbd al-Raḥmān al-Kawākibī aveva gettato le basi. S'impegnò quindi a coniugare l'identità araba all'identità musulmana e ad avvicinare i punti di vista del Nazionalismo arabo a quelli dei riformisti musulmani. Associò fin dal 1916, il Panarabismo al Riformismo islamico.
Dopo aver sostenuto i movimenti arabi nel corso degli eventi determinati dall'attività dei Giovani Turchi, egli si oppose alle mire francesi sulla Siria e partecipò al Congresso siriano del 1919 e ne divenne presto presidente. Sperava di veder emergere una nazione araba islamica, col suo ritorno al Califfato malgrado il tradimento turco dell'Islam. Affermò che il solo modello islamico puro era il modello islamico arabo, e si dichiarò partigiano di un contro-califfato arabo. Dopo l'abolizione del Califfato da parte di Atatürk nel 1924, Riḍā insisté allora sul carattere arabo della funzione califfale.
Condivideva con al-Kawākibī la certezza della superiorità religiosa degli arabi rispetto agli altri popoli della comunità islamica, ed era persuaso che la rinascita musulmana (Nahḍa ) sarebbe passata attraverso gli arabi. Dopo la conquista di Mecca da parte dei sauditi, egli divenne il difensore di questa monarchia, che instaurò uno Stato decisamente allineato coi valori formali dell'Islam, in cui Rida vedeva in fattore di speranza per l'intero mondo musulmano. Alla sua morte, nel 1935, la sua rivista al-Manār fu ripresa dai Fratelli Musulmani, che però in breve tempo la misero a tacere, favorendo loro proprie pubblicazioni.